# Waldemar Rosenberger
Waldemar Rosenberger (russisch Владимир (Вальдемар) Карлович Розенбергер, wiss. Transliteration Vladimir Karlovič Rozenberger; * 1849; † 1918) war ein deutschstämmiger Eisenbahningenieur und Schöpfer der Plansprache Idiom Neutral aus Sankt Petersburg (Russland).
Rosenberger wurde 1849 in Sankt Petersburg geboren. Er studierte nach dem Abschluss des Gymnasiums Ingenieurwissenschaften in Sankt Petersburg. Er war als Eisenbahningenieur von 1873 bis zu seiner Pensionierung 1909 im russischen Staatsdienst tätig.
Im Jahr 1886 lernte er die Plansprache Volapük. Beim Volapük-Kongress in München 1887 wurde Rosenberger sofort in die Volapük-Akademie als Vertreter Russlands gewählt. 1893 wurde er Direktor der Akademie und ab 1898 Vizedirektor.
Als Volapük an Zuspruch verlor, versuchte die Akademie unter Leitung von Rosenberger eine Reform der Kunstsprache.
Das Ergebnis dieser Reformbestrebungen war jedoch 1902 mit Idiom Neutral eine vollkommen neue Plansprache. Die Volapükbewegung akzeptierte diese Reform jedoch nicht. Idiom Neutral war der Versuch einer Reform des Volapük zu einer naturalistischen Plansprache. Von 1906 bis 1915 gab Rosenberger die Zeitschrift Progres in Idiom Neutral heraus.
Er überarbeitete Idiom Neutral jedoch ein weiteres Mal und publizierte 1912 den Sprachentwurf Reform Neutral, der aber wie Idiom Neutral keine große Anhängerschaft gewann.
Rosenberger starb 1918 an den Folgen einer Lungenentzündung in Petrograd.